# Kannskär
Kannskär är en ö i Åland (Finland). Den ligger i Skärgårdshavet och i kommunen Kökar i landskapet Åland, i den sydvästra delen av landet. Ön ligger omkring 73 kilometer öster om Mariehamn och omkring 210 kilometer väster om Helsingfors.
Öns area är 12 hektar och dess största längd är 0,7 kilometer i öst-västlig riktning. Ön höjer sig omkring 15 meter över havsytan.